# Konrad Patzenhofer

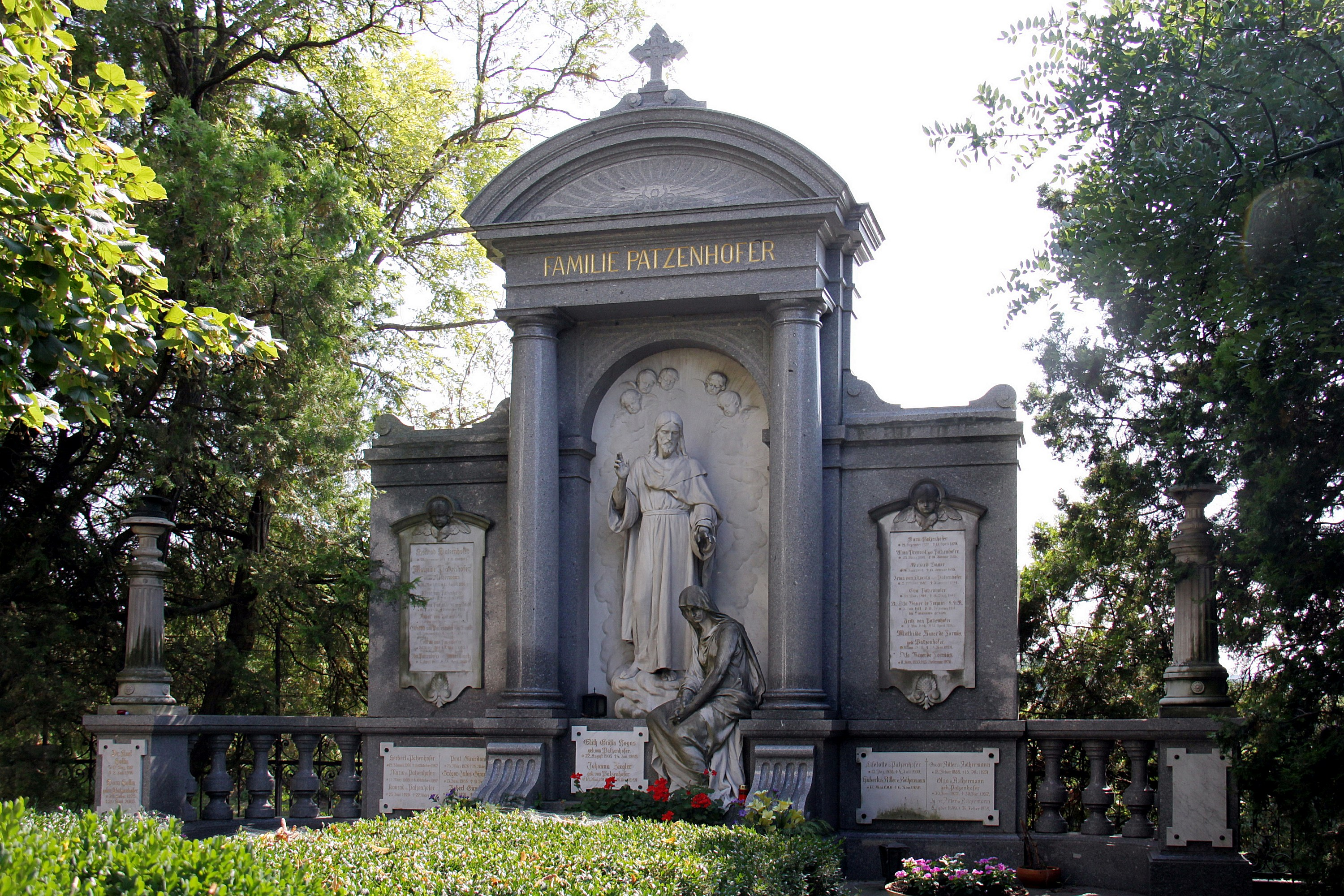
Familiengruft von Konrad Patzenhofer in Siegendorf

Konrad Patzenhofer (* 25. November 1821 in Moosach bei München; † 31. Mai 1904 in Vassurány, Ungarn) war ein Industrieller der österreichisch-ungarischen Zuckerindustrie. Seinen Berufsweg begann der aus Oberbayern stammende Patzenhofer als Mechaniker.

## Leben
Konrad Patzenhofer wurde in Moosach bei München in eine begüterte bäuerliche Familie hinein geboren und besuchte zunächst die Gewerbeschule in München. Einer Ausbildung zum Feinmechaniker in Darmstadt folgte die Anstellung als Mechaniker in Frankfurt am Main und in einer Maschinenfabrik in Karlsruhe. 1843 kam er beruflich nach Wien und arbeitete zunächst bei der Maschinenfabrik H.D. Schmid und Th. Martiensen. Bei Arbeiten in der Wr. Neustädter Zuckerraffinerie Reyer & Schlick lernte er den dortigen technischen Leiter, den aus Hamburg stammenden Peter Daniel Rothermann kennen und wurde von diesem als Maschinenmeister angestellt. 1850 verließ er zusammen mit Rothermann, dem Buchhalter Ignatz Hartig und dem Direktor Ernst Bauer die Fabrik in Wiener Neustadt und gründete mit diesen die Zuckerfabrik Hirm. Patzenhofer plante und überwachte dabei den Bau und wurde in der Folge technischer Direktor der Fabrik.
1852 machte sich Patzenhofer selbstständig und schloss mit dem Fürstlich Esterházy’schen Gutspächter Michael Ruehietl im nur acht Kilometer von Hirm entfernten Siegendorf einen Rübenlieferungsvertrag ab. Gemeinsam mit seinem Freund, dem Maschinenfabrikanten Josef Baechlé errichtete er in Siegendorf eine Zuckerrübenfabrik. 1853 wurde die erste Kampagne in der Zuckerfabrik Siegendorf gefahren. Nur die Tatsache, dass er mit Mathilde Rothermann, der Tochter seines Geschäftspartners Peter Daniel Rothermann verlobt war, dürfte den Ärger seiner Geschäftspartner in Hirm besänftigt haben. Bis 1859 wurde in Siegendorf nur Rohzucker, danach auch Weißzucker erzeugt. Das Siegendorfer Werk entwickelte sich gut. So konnte Konrad Patzenhofer 1859 gemeinsam mit Peter Daniel Rothermann die Zuckerfabrik Landegg gründen. Er beteiligte sich später auch an anderen Zuckerfabriken in Großzinkendorf / Nagycenk, Wichs / Bük und Atsch / Ács. Von großer wirtschaftlicher Bedeutung für die Region war die von ihm unterstützte Errichtung der Raab-Oedenburg-Ebenfurter Eisenbahn mit einem Abzweig nach Siegendorf. Patzenhofer war wirtschaftlich auch an den Brennberger Kohlenbergwerken beteiligt.
Am 8. September 1855 heiratete er Mathilde, die Tochter seines Geschäftspartners Peter Daniel Rothermann in der Kirche in Kleinfrauenhaid. Im Jahr 1870 kaufte er das Schloss Draßburg, das bis 2001 im Besitz der Familie verblieb und 2020 zum Verkauf stand. Auch besaß er ein Gut in Vassurány nahe Szombathely. Die Zuckerfabrik und auch die dazugehörigen Anbaubetriebe für Zuckerrüben wurden zu einem bedeutenden Wirtschaftsfaktor für die ganze Region. Die Siegendorfer Fabrik firmierte ab 1893 unter seinen Söhnen Konrad Patzenhofer dem Jüngeren sowie Rudolf und Alfred als „Siegendorfer Zuckerfabrik - Conrad Patzenhofers Söhne“.
Patzenhofer wurde mehrfach ausgezeichnet, so erhielt er den Orden des Ritters der Eisernen Krone (III. Klasse). Die Erhebung in den Adelsstand lehnte er jedoch ab. Er starb 1904 im 83. Lebensjahr auf seinem Gut in Vassurány.
1910 wurden seine Söhne in den ungarischen Adelsstand mit dem Adelsprädikat de Darufalva (deutsch von Draßburg) erhoben. Die Zuckerfabrik in Siegenburg blieb auch nach dem Übergang an Österreich im Besitz der Familie Patzenhofer und wurde dann 1977 an die Tullner Zuckerfabrik verkauft.